# Ferdinand III., car Svetog Rimskog Carstva
Ferdinand III. (Graz, 13. srpnja 1608. – Beč, 2. travnja 1657.), rimsko-njemački car (1637. – 1657.), ugarsko-hrvatski (1625. – 1647., no u Hrvatskoj do 1657.) i češki kralj (1627. – 1646.). Bio je kao Ferdinand IV. i austrijski nadvojvoda.
Poslije očeve smrti 15. veljače 1637. godine okrunjen je za cara. U doba njegove vladavine Westfalskim mirom 1648. okončan je Tridesetogodišnji rat. Iznenadnom smrću njegova najstarijeg sina Ferdinanda IV. Ferdinandov nasljednik je postao njegov mlađi sin Leopold nakon što je Ferdinand III. umro.
| Prethodnik:                   | Hrvatsko-ugarski kralj (1625. – 1657.) | Nasljednik:                |
| Ferdinand II. 1619. – 1625. . | Hrvatsko-ugarski kralj (1625. – 1657.) | Leopold I. (1657. – 1705.) |